# Kiết bao đen
Kiết bao đen hay cói bao đen, cói túi đa lá (danh pháp khoa học: Carex atrivaginata) là một loài thực vật có hoa trong họ Cói. Loài này được Nelmes mô tả khoa học đầu tiên năm 1955.